# Muzio Clementi
Muzio Clementi (ur. 23 stycznia 1752 w Rzymie, zm. 10 marca 1832 w Evesham) – włoski pianista-wirtuoz i kompozytor.

## Życiorys
Przez 62 lata (od 1770) mieszkał i tworzył w Londynie, gdzie był współwłaścicielem fabryki fortepianów, w której wynaleziono i wprowadzono wiele ulepszeń w mechanice tych instrumentów. W latach 1777–1780 był kapelmistrzem i klawesynistą opery włoskiej w Londynie.
Był znakomitym pedagogiem. Jego uczniami byli m.in. Johann Baptist Cramer i John Field, twórca romantycznego nokturnu fortepianowego.
Aktywnie propagował muzykę dawną, m.in. włoską – w latach 1811–1815 wydał kilkutomowe "Clementi's Selection of Practical Harmony, for the Organ or Piano-forte; Containing Voluntaries, Fugues, Canons & Other Pieces...", zawierające liczne dzieła kompozytorów dawnych, wówczas zapomnianych, takich jak Alessandro Scarlatti czy Johann Ernst Eberlin. W tymże zbiorze Clementi po raz pierwszy w historii wydał Piéce d'Orgue [Fantazję G-dur] BWV 572 Johanna Sebastiana Bacha.
Jako pianista-wirtuoz koncertował w całej Europie oraz w Rosji. Znany jest przebieg jego konkursowego spotkania z Mozartem przy pianoforte (fortepianie) w wiedeńskim pałacu cesarskim. Z usłyszanej wówczas sonaty B-dur Mozart później zapożyczył główny temat, wykorzystując go w uwerturze do "Czarodziejskiego fletu".

## Twórczość
Clementi komponował głównie utwory fortepianowe oraz symfoniczne, w tym ok. 110 sonat (ostatnia – "Didone Abbandonata", op. 50 nr 3, 1821 – jest jednym z arcydzieł wczesnego romantyzmu), przy czym wywarł olbrzymi wpływ na rozwój tego gatunku. Ludwig van Beethoven w wielu przypadkach wzorował się na osiągnięciach kompozytorskich i pianistycznych Clementiego i podziwiał je. Clementi z kolei, jako że był właścicielem wydawnictwa muzycznego, zamówił u Beethovena jego słynny koncert skrzypcowy D-dur (op. 61) oraz VII Symfonię.
W swoich utworach Clementi ewoluował od późno-włoskiego klawesynowego klasycyzmu (pierwsze zbiory sonat), poprzez sentymentalizm, aż do wczesnego romantyzmu, zawsze jednak nasyconego polifonią (liczne wykorzystanie imitacji w przetworzeniach sonatowych). Oparł się pokusie modnego wówczas stylu brillant, reprezentowanego przez Carla Czernego, Johanna Nepomuka Hummla, Ignaza Moschelesa, Sigismunda Thalberga, Carla Marii von Webera i młodego Fryderyka Chopina.
Nie komponował z zasady utworów modnych takich jak liczne wówczas wariacje na tematy operowe, brawurowe fantazje, potpourri, ronda brillant itp.
Rozwijał technikę gry fortepianowej. Licznie wykorzystywał m.in. oktawowe i tercjowe przebiegi i pasaże, przez co sonaty jego są trudne do opanowania. Był znany z nowatorskiego, niezwykle obszernego wykorzystywania pedału fortepianowego.
Wielkim mitem jest, że Clementi komponował prawie wyłącznie muzykę dydaktyczną. Jego słynne do dzisiaj Sonatiny są tak naprawdę marginalną pozycją w całej twórczości.
Dziełem całego życia Clementiego był obszerny zbiór utworów "Gradus ad Parnassum or The Art of Playing on the Piano Forte" ("Stopień do Parnasu, czyli sztuka gry na fortepianie"), op. 44 (1816–1826), zawierający w sobie 100 kompozycji o różnym charakterze: allegra sonatowe, toccaty, adagia, kanony i fugi, morceaux characteristiques czyli utwory nastrojowe i inne. Często układają się one w suity z kilku utworów, połączonych wspólną tonacją. Nie jest to jednak w żadnym przypadku zbiór etiud, z czym ta kolekcja jest obecnie kojarzona. W utworach z Gradus innowacyjność myślenia fortepianowego Clementiego oraz daleko sięgające pierwiosnki zwiastujące dopiero nadchodzący Romantyzm ujawniły się jeszcze bardziej, niż w sonatach. Gradus ad Parnassum jest antologią wszystkich znanych ówcześnie sposobów i tradycji gry fortepianowej.
Clementi, urodzony jeszcze za życia Haendla i Scarlattiego, ale przed śmiercią obecny na koncercie Liszta, połączył sobą i swoją sztuką bardzo odległe epoki. Był on jednym z głównych napędów europejskiej historii muzyki.
W XX w. twórczość Clementiego, wówczas zapomnianą, docenił i niestrudzenie propagował pianista Vladimir Horowitz, który zwykł powtarzać, że Beethovena opinia o muzyce Clementiego powinna obowiązywać nas wszystkich.